# پانته‌آ رحمانی

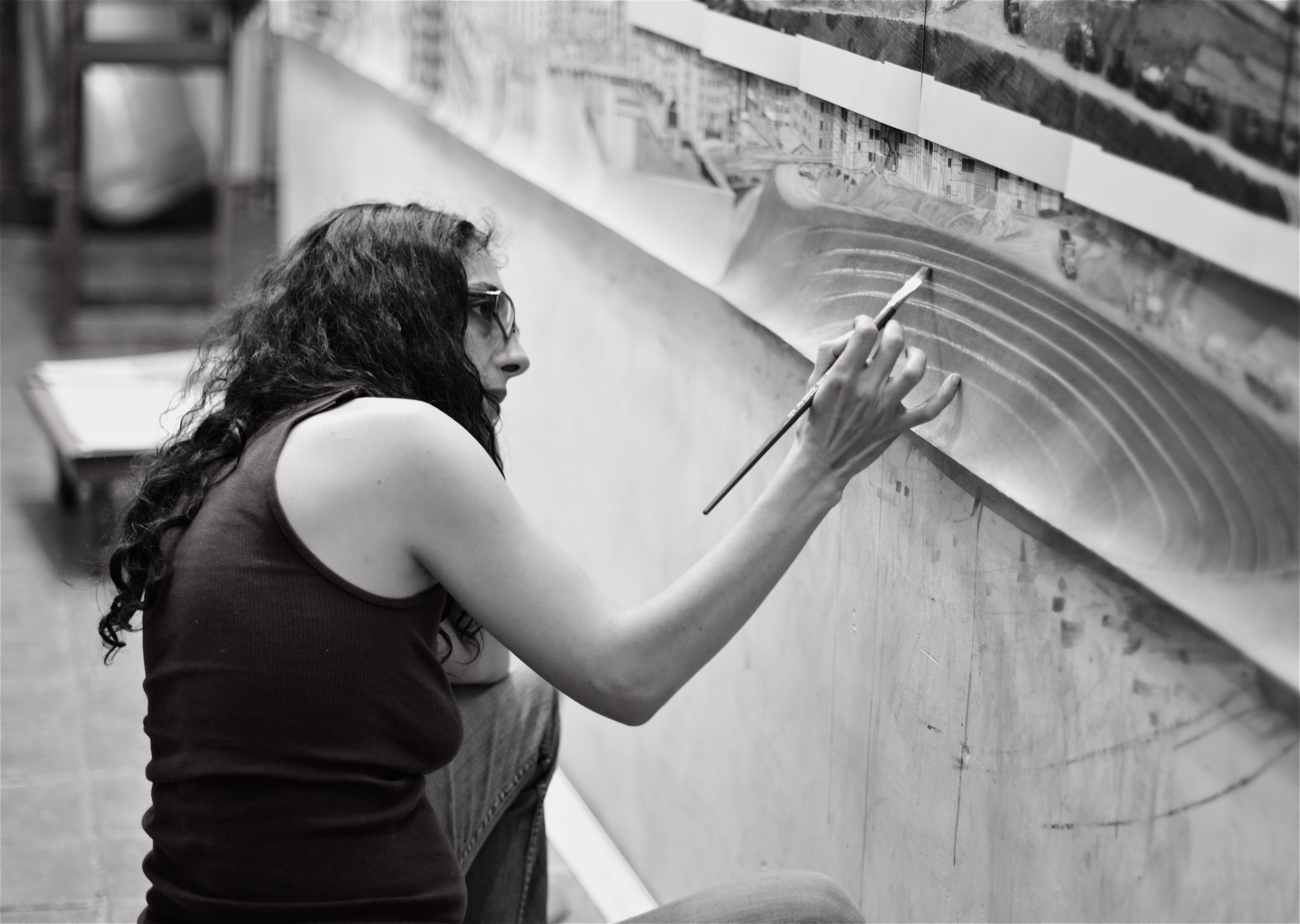
پانته‌آ رحمانی در حال کار روی مجموعه تهران در آتلیه شخصی‌اش

پانته‌آ رحمانی (زاده ۱۹ شهریور ۱۳۵۰) نقاش و مجسمه‌ساز ایرانی است. او عضو انجمن بین‌المللی هنرهای تجسمی فرانسه و انجمن مجسمه سازان مجارستان است.
رحمانی دانش آموختهٔ نقاشی از دانشگاه هنر تهران است. او در ده‌ها نمایشگاه گروهی شرکت کرده و چندین نمایشگاه انفرادی داخل و خارج از ایران برپا کرده است. مجموعه «تهران» او که شامل دو پانورامای بسیار بزرگ از تهران بود به موزه صلصالی دوبی فروخته شد و در آن موزه به نمایش عمومی درآمد. سلف پرتره (خودنگاره) از مهم‌ترین مضمون‌های نقاشی او است که در مراحل مختلفی از تجربه هنری او اشکال گوناگونی به خود گرفته است.

## نمایشگاه‌ها[۱]
نمایشگاه‌های انفرادی
- گالری برگ - تهران ۱۳۸۰
- گالری الهه - تهران ۱۳۸۳
- گالری ماه - تهران ۱۳۸۵
- نمایشگاه «اپن استودیو» یا «ناپایداری و تغییر» در مرکز تجاری سام، وابسته به گالری «زیرزمین دستان» - تهران ۱۳۹۳[۳]

نمایشگاه‌های گروهی
- فرهنگسرای نیاوران - تهران ۱۳۷۳
- دانشگاه هنر و دیزاین - کیوتو - ژاپن ۱۳۷۵
- گالری هنر - تهران ۱۳۷۷
- گالری برگ - تهران (دو نفره) ۱۳۷۷
- گالری برگ - تهران (سالیانه طراحی) ۱۳۷۸
- موزه هنرهای معاصر- تهران (نخستین بینال طراحی) ۱۳۷۹
- موزه هنرهای معاصر - تهران (پنجمین بینال نقاشی) ۱۳۷۹
- گالری برگ - تهران (سالیانه طراحی) ۱۳۸۰
- پچ - مجارستان 1382 Approaching Art Association
- موزه هنرهای معاصر- تهران (پنجمین بینال نقاشی) ۱۳۸۲
- مونس - بلژیک 1382 Decourtney Gallery
- بروکسل - بلژیک 1382 Léspace CROQU Árt
- بوداپست - مجارستان 1383 ,Csepel Gallery
- سکسرد - مجارستان 1383 House of Arts
- کاپشفرد - مجارستان 1383Kaposfüredi Gallery and Sculpturepark
- بوداپست - مجارستان 1383 Kék Iskola Gallery
- بوداپست - مجارستان (پنجمین بینال هنرهای تجسمی و کاربردی) 1384 Csepel Gallery
- شوپرون - مجارستان (پانزدهمین بینال مدالیون) 1384 Sopron Gallery
- لیسبون - پرتغال 1384 Museu da Água
- پورتو - پرتغال 1384 Palácio da Bolsa

سمپوزیوم‌ها
- چهاردهمین سمپوزیوم مجسمه‌سازی (چوب) - کمیاروی - فنلاند- ۱۳۸۲
- نخستین سمپوزیوم بین‌المللی هنر معاصر - پچ - مجارستان - ۱۳۸۳
- پانزدهمین سمپوزیوم مجسمه‌سازی (چوب) - کمیاروی- فنلاند- ۱۳۸۴